# Milagros González
Milagros González (28 de noviembre de 1986) es una deportista venezolana que compitió en judo. Ganó dos medallas de oro en el Campeonato Panamericano de Judo, en los años 2006 y 2013.

## Palmarés internacional
| Campeonato Panamericano | Campeonato Panamericano  | Campeonato Panamericano | Campeonato Panamericano |
| Año                     | Lugar                    | Medalla                 | Categoría               |
| ----------------------- | ------------------------ | ----------------------- | ----------------------- |
| 2006                    | Buenos Aires (Argentina) | Medalla de oro          | –44 kg                  |
| 2013                    | San José (Costa Rica)    | Medalla de oro          | –44 kg                  |